# Zinowiewia
Zinowiewia é um género botânico pertencente à família Celastraceae.